# فالز چرچ (ویرجینیا)
فالز چرچ (به انگلیسی: Falls Church) شهری در ایالت ویرجینیا کشور ایالات متحده آمریکا است که جمعیت آن در سرشماری سال ۲۰۱۰ میلادی، ۱۲٬۳۳۲ نفر بوده‌است.